# Autodromul Soci
Autodromul Soci (în rusă Автодром Сочи), cunoscut anterior ca Circuitul Stradal Internațional Soci și Circuitul din Parcul Olimpic Soci, este un circuit stradal de curse de Formula 1, de 5.848 km amplasat în zona de agrement Soci de pe litoralul Mării Negre, în Ținutul Krasnodar, Rusia. Circuitul e similar cu Circuitul Gilles Villeneuve și Sydney Olympic Park Circuit. În octombrie 2011, Guvernul Rusiei a alocat 195,4 milioane de $SUA pentru construcția circuitului. Cursa inaugurală a avut loc în 2014, fiind semnat un contract pe șapte ani.